# Lithoprocris
Lithoprocris is een geslacht van vlinders van de familie spinneruilen (Erebidae), uit de onderfamilie Arctiinae.

## Soorten
- L. hamon Druce, 1902
- L. hason Dognin, 1899
- L. methyalea Hampson, 1900
- L. postcaerulescens Rothschild, 1913